# Kenenisa Bekele
Kenenisa Bekele Beyecha (Bekoji, 13 giugno 1982) è un mezzofondista e maratoneta etiope, campione olimpico e mondiale dei 5000 e 10000 metri piani.
Detiene i record olimpici dei 5000 e dei 10000 m piani, specialità di cui ha detenuto anche i record mondiali. Dal 2002 al 2008 ha vinto 11 titoli mondiali seniores individuali nella corsa campestre.

## Biografia
È fratello maggiore di Tariku Bekele e proviene dallo stesso villaggio di Derartu Tulu, (la prima africana nera a diventare campionessa olimpica nel 1992 a Barcellona). Emerge con la vittoria di due medaglie d'argento sui 3000 metri piani nel 1999, ai campionati del mondo allievi, e sui 5000 metri piani nel 2000, ai campionati del mondo juniores di Santiago, in Cile.
Nel 2001 ai Mondiali di corsa campestre, all'età di 18 anni e 8 mesi (juniores), si piazza secondo nella corsa breve seniores (4 km), e il giorno dopo, nella gara juniores (8 km), vince con un distacco di 33 secondi sul secondo classificato. In giugno fallisce la qualificazione per i Mondiali di atletica, in quanto al meeting Golden Gala di Roma, valido per la selezione dei migliori tre etiopi da iscrivere ai 5000 metri iridati, è vittima di crampi muscolari. Conclude comunque la gara al 16º posto, quarto etiope.

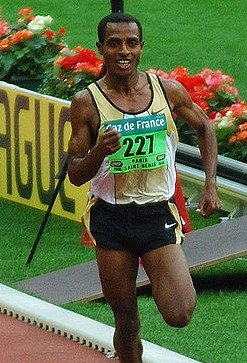
Bekele al meeting di Parigi nel 2006

Ai Mondiali di corsa campestre del 2002 si impone sia nella gara breve (4 km) che in quella lunga (12 km), primo uomo della storia a realizzare tale doppietta. Un infortunio al tendine di Achille lo tiene lontano dalle vittorie per il resto della stagione. In giugno si classifica terzo nei 5000 m alla Notturna all'Arena Civica di Milano, con il tempo di 13'26"58.
Nel 2003, in marzo, bissa il doppio titolo mondiale nella corsa campestre sui prati di Losanna (Svizzera). In giugno esordisce nei 10000 metri piani sulla pista di Hengelo (Paesi Bassi), battendo il connazionale pluri-iridato Haile Gebrselassie. Ai Mondiali 2003 di Saint-Denis, vince la medaglia d'oro sui 10000 m in un podio tutto etiope, con Gebrselassie argento e Sileshi Sihine bronzo; nei 5000 m, vinti dal keniota Eliud Kipchoge, ottiene la medaglia di bronzo.
Nel 2004, a Birmingham (Regno Unito), realizza il record mondiale nei 5000 m indoor col tempo di 12'49"60. In marzo vince per la terza volta il doppio titolo mondiale nella corsa campestre sui prati di Bruxelles e migliora di oltre 2 secondi i record mondiali dei 5000 e dei 10000 metri piani, cancellando i primati stabiliti dal connazionale Gebrselassie nel 1998. Il primo record lo ottiene il 31 maggio ad Hengelo sui 5000 m che chiude in 12'37"35, migliorato di due secondi e un centesimo. Il secondo record lo realizza una settimana dopo, l'8 giugno, al meeting di Ostrava, nei 10000 m, distanza che corre in 26'20"31, di 2 secondi e 41 centesimi meglio rispetto al vecchio limite. Il 27 luglio viene nominato Ambasciatore dell'UNICEF. In agosto, ai Giochi olimpici di Atene, vince la medaglia d'oro nei 10000 m, mentre nei 5000 m perde il duello col marocchino Hicham El Guerrouj ottenendo la medaglia d'argento.
Il 2005 di Kenenisa Bekele comincia con un tragico lutto. Il 4 gennaio, la sua fidanzata Alem Techale, campionessa del mondo allievi nei 1500 metri piani nel 2003, gli muore accanto colpita da un infarto durante un allenamento ad Addis Abeba. In marzo vince per la quarta volta consecutiva i Mondiali di cross a Saint-Galmier (Francia), sia sul tracciato breve (4 km), che lungo (12 km). Ai Mondiali di Helsinki vince per la seconda volta la medaglia d'oro sui 10000 m battendo il connazionale Sileshi Sihine e il keniota Moses Mosop. Il 26 agosto, a Bruxelles, migliora il suo primato mondiale nei 10000 m piani correndo in 26'17"53 (record che verrà battuto solamente il 7 ottobre 2020 dall'ugandese Joshua Cheptegei con il tempo di 26'11"00).
Nel 2006, ai Mondiali indoor di Mosca, vince la sua prima medaglia d'oro nei 3000 m piani, diventando così il primo atleta della storia a ricoprire contemporaneamente il titolo di campione mondiale su pista all'aperto, campione del mondo su pista al coperto e doppio campione mondiale nella corsa campestre. In quest'ultima specialità, sui prati di Fukuoka (Giappone), ottiene per il quinto anno consecutivo il doppio titolo mondiale sul tracciato breve (4 km) e sul tracciato lungo (12 km).
Nel 2007, a Birmingham, realizza il record mondiale indoor nei 2000 metri piani col tempo di 4'49"99. Ai Mondiali di Osaka (Giappone) conquista il terzo titolo mondiale consecutivo nei 10000 metri in 27'05"90. L'anno successivo, nuovamente a Birmingham, realizza il record mondiale indoor nelle 2 miglia (3 204 m), col tempo di 8'04"35. In marzo, sui prati di Edimburgo, vince i Mondiali di corsa campestre specialità cross lungo (12 km), conquistando il suo sesto titolo individuale seniores nel tracciato lungo. In agosto ai Giochi olimpici di Pechino vince per la seconda volta i 10000 m, correndo in 27'01"17, record olimpico tuttora imbattuto. Realizzò poi la doppietta vincendo anche i 5000m.

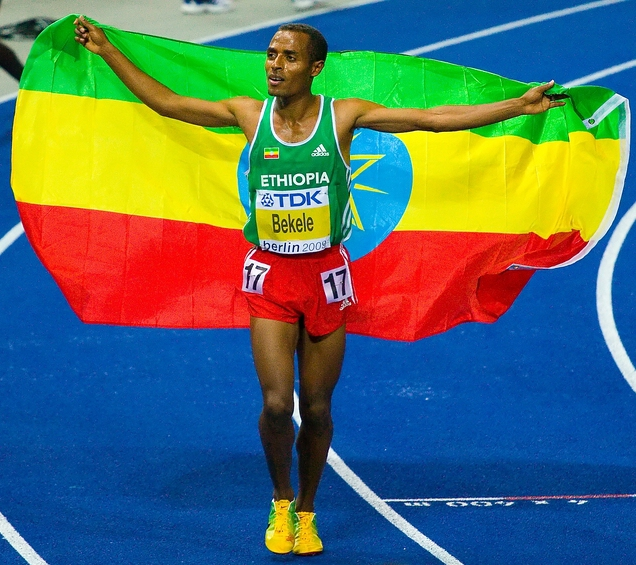
Kenenisa Bekele ai mondiali di

Nel 2009 vince due ori ai Mondiali di Berlino, conquistando il titolo sia sui 5000 m che sulla distanza doppia. Nel 2010 Kenenisa Bekele non corre; il suo manager annuncia che l'atleta si prende un anno sabbatico e che rientrerà alle gare soltanto nel 2011.
Nel 2014 esordisce in maratona a Parigi, vincendo la gara con il tempo di 2h05'03".
Il 25 settembre 2016 vince la maratona di Berlino con il tempo di 2h03'03", portandosi a soli 7 secondi del record mondiale stabilito da Dennis Kimetto nel 2014 sempre a Berlino.
Dopo due anni di infortuni torna il 29 settembre 2019 a disputare, vincendo, la maratona di Berlino. Il tempo di 2h01'41" manca di soli 2" il record realizzato l'anno precedente da Eliud Kipchoge.

## Record nazionali
Seniores
- 2000 metri piani indoor: 4'49"99 ( Birmingham, 17 febbraio 2007)
- 2 miglia indoor: 8'04"35 ( Birmingham, 16 febbraio 2008)
- 5000 metri piani: 12'37"35 ( Hengelo, 31 maggio 2004)
- 5000 metri piani indoor: 12'49"60 ( Birmingham, 20 febbraio 2004)
- 10000 metri piani: 26'17"53 ( Bruxelles, 26 agosto 2005)
- Maratona: 2h01'41" ( Berlino, 29 settembre 2019)

## Progressione

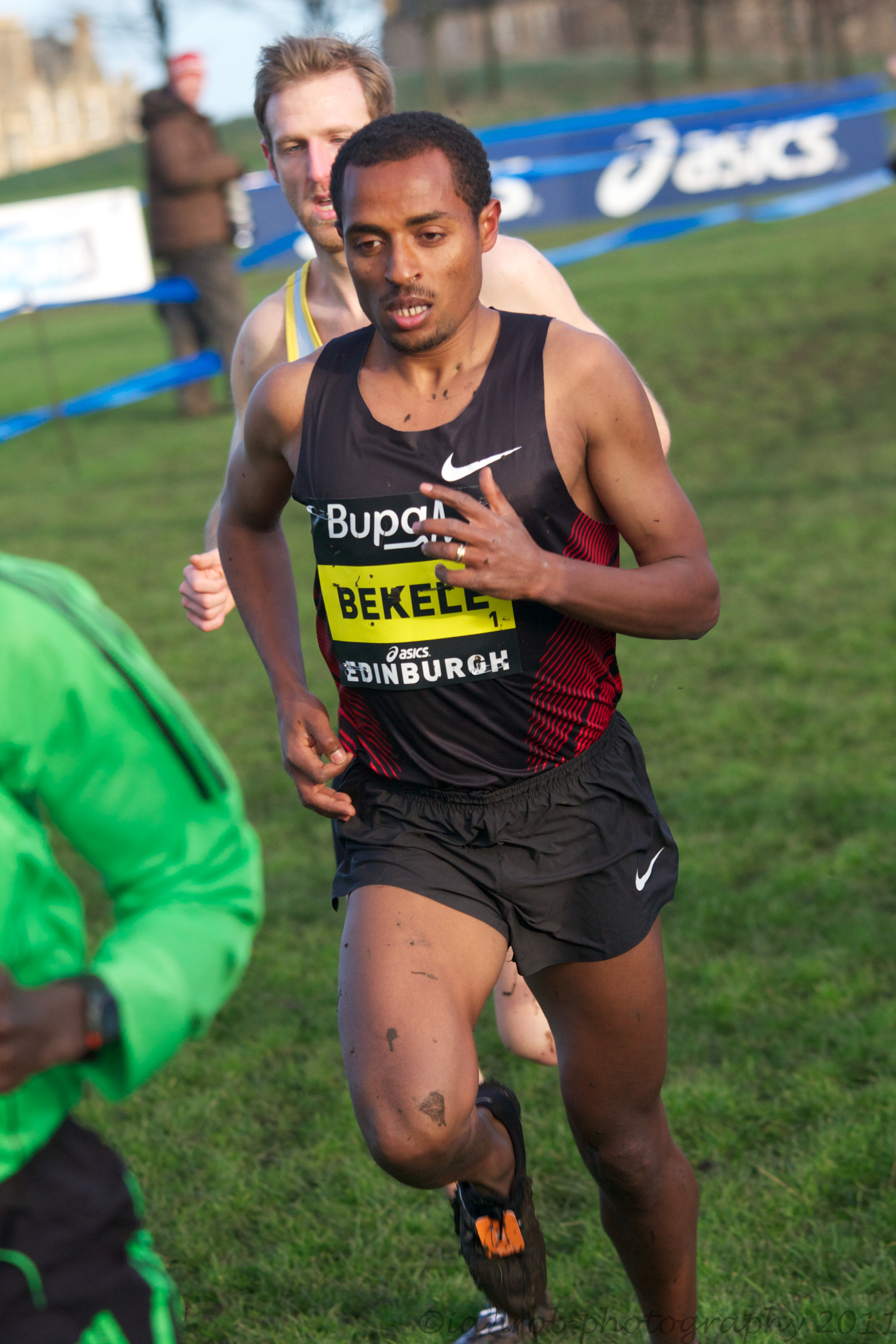
Bekele durante una gara di corsa campestre nel 2012

### 5000 metri piani
| Stagione | Tempo    | Luogo       | Data      | Rank. Mond. |
| -------- | -------- | ----------- | --------- | ----------- |
| 2013     | 13'07"88 | Ostrava     | 27-6-2013 | 17º         |
| 2012     | 12'55"79 | Saint-Denis | 6-7-2012  | 9º          |
| 2009     | 12'52"32 | Zurigo      | 28-8-2009 | 1º          |
| 2008     | 12'50"18 | Zurigo      | 29-8-2008 | 1º          |
| 2007     | 12'49"53 | Saragozza   | 28-7-2007 | 1º          |
| 2006     | 12'48"09 | Bruxelles   | 25-8-2006 | 1º          |
| 2005     | 12'40"18 | Saint-Denis | 1-7-2005  | 1º          |
| 2004     | 12'37"35 | Hengelo     | 31-5-2004 | 1º          |
| 2003     | 12'52"26 | Oslo        | 27-6-2003 | 3º          |
| 2002     | 13'26"58 | Milano      | 5-6-2002  | 71º         |
| 2001     | 13'13"33 | Siviglia    | 8-6-2001  | 29º         |
| 2000     | 13'20"57 | Rieti       | 3-9-2000  | 53º         |

### 10000 metri piani
| Stagione | Tempo    | Luogo       | Data      | Rank. Mond. |
| -------- | -------- | ----------- | --------- | ----------- |
| 2013     | 27'12"08 | Eugene      | 31-5-2012 | 4º          |
| 2012     | 27'02"59 | Birmingham  | 22-6-2012 | 8º          |
| 2011     | 26'43"16 | Bruxelles   | 16-9-2011 | 1º          |
| 2009     | 26'46"31 | Berlino     | 17-8-2009 | 1º          |
| 2008     | 26'25"97 | Eugene      | 8-6-2008  | 1º          |
| 2007     | 26'46"19 | Bruxelles   | 14-9-2007 | 1º          |
| 2005     | 26'17"53 | Bruxelles   | 26-8-2005 | 1º          |
| 2004     | 26'20"31 | Ostrava     | 8-6-2004  | 1º          |
| 2003     | 26'49"57 | Saint-Denis | 24-8-2003 | 4º          |

## Palmarès

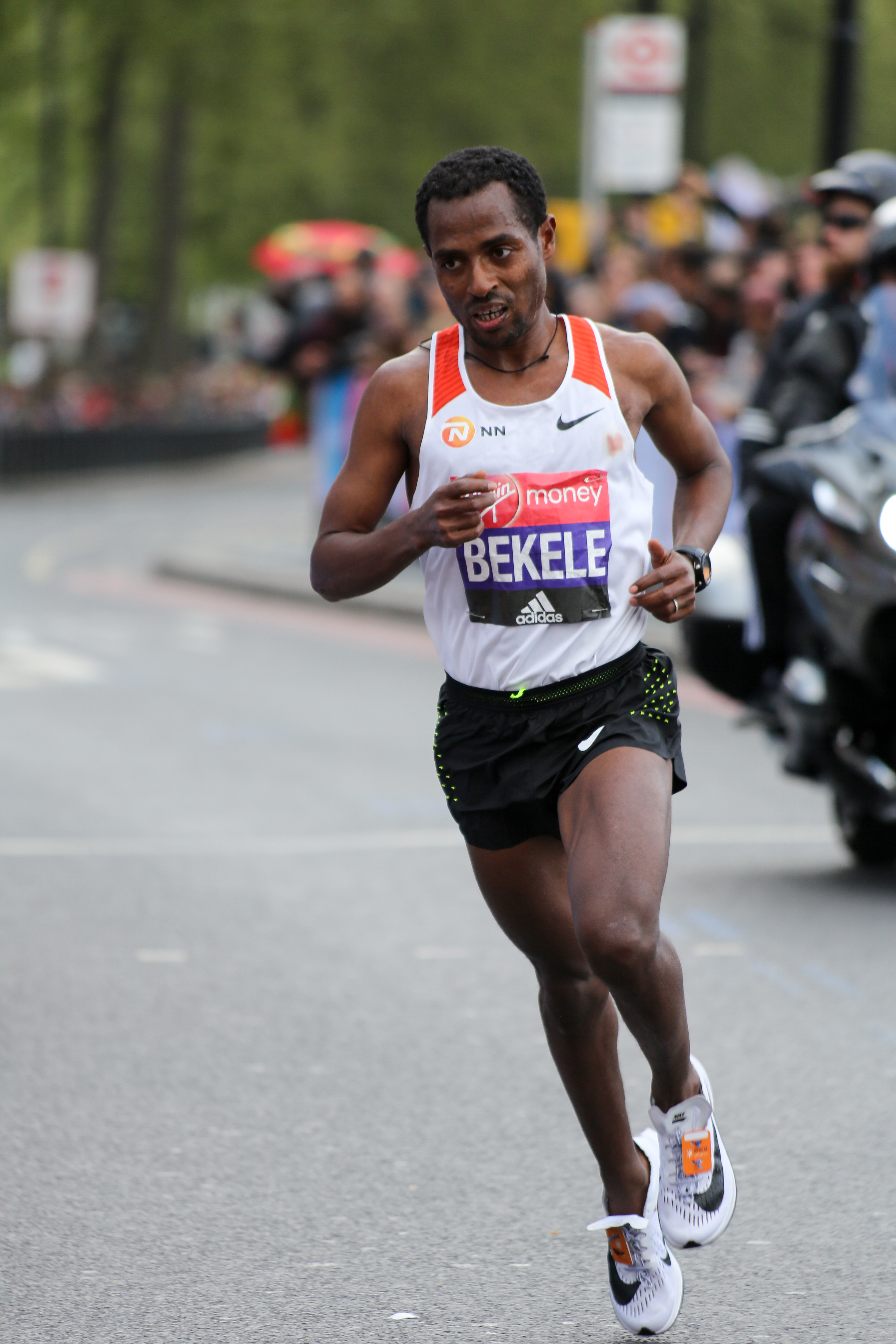
Kenenisa Bekele durante la Maratona di Londra 2017

| Anno | Manifestazione      | Sede          | Evento         | Risultato | Prestazione | Note                                     |
| ---- | ------------------- | ------------- | -------------- | --------- | ----------- | ---------------------------------------- |
| 1999 | Mondiali di cross   | Belfast       | Corsa U20      | 9º        | 26'27"      |                                          |
| 1999 | Mondiali di cross   | Belfast       | A squadre      | Argento   | 24 p.       |                                          |
| 1999 | Mondiali U18        | Bydgoszcz     | 3000 m piani   | Argento   | 8'09"89     |                                          |
| 2000 | Campionati africani | Algeri        | 5000 m piani   | 4º        | 13'32"37    |                                          |
| 2000 | Mondiali U20        | Santiago      | 5000 m piani   | Argento   | 13'45"43    |                                          |
| 2001 | Mondiali di cross   | Ostenda       | Corsa breve    | Argento   | 12'42"      |                                          |
| 2001 | Mondiali di cross   | Ostenda       | A squadre      | Bronzo    | 51 p.       |                                          |
| 2001 | Mondiali di cross   | Ostenda       | Corsa U20      | Oro       | 25'04"      |                                          |
| 2001 | Mondiali di cross   | Ostenda       | A squadre      | Argento   | 25 p.       |                                          |
| 2002 | Mondiali di cross   | Dublino       | Corsa breve    | Oro       | 12'11"      |                                          |
| 2002 | Mondiali di cross   | Dublino       | A squadre      | Argento   | 32 p.       |                                          |
| 2002 | Mondiali di cross   | Dublino       | Corsa lunga    | Oro       | 34'52"      |                                          |
| 2002 | Mondiali di cross   | Dublino       | A squadre      | Argento   | 43 p.       |                                          |
| 2003 | Mondiali di cross   | Losanna       | Corsa breve    | Oro       | 11'01"      |                                          |
| 2003 | Mondiali di cross   | Losanna       | A squadre      | Argento   | 31 p.       |                                          |
| 2003 | Mondiali di cross   | Losanna       | Corsa lunga    | Oro       | 35'56"      |                                          |
| 2003 | Mondiali di cross   | Losanna       | A squadre      | Argento   | 23 p.       |                                          |
| 2003 | Mondiali            | Saint-Denis   | 5000 m piani   | Bronzo    | 12'53"12    |                                          |
| 2003 | Mondiali            | Saint-Denis   | 10000 m piani  | Oro       | 26'49"57    | Record dei campionati                    |
| 2003 | Giochi panafricani  | Abuja         | 5000 m piani   | Oro       | 13'26"16    | Record dei campionati                    |
| 2004 | Mondiali di cross   | Bruxelles     | Corsa breve    | Oro       | 11'31"      |                                          |
| 2004 | Mondiali di cross   | Bruxelles     | A squadre      | Oro       | 17 p.       |                                          |
| 2004 | Mondiali di cross   | Bruxelles     | Corsa lunga    | Oro       | 35'52"      |                                          |
| 2004 | Mondiali di cross   | Bruxelles     | A squadre      | Oro       | 14 p.       |                                          |
| 2004 | Giochi olimpici     | Atene         | 5000 m piani   | Argento   | 13'14"59    |                                          |
| 2004 | Giochi olimpici     | Atene         | 10000 m piani  | Oro       | 27'05"10    | Record olimpico                          |
| 2005 | Mondiali di cross   | Saint-Galmier | Corsa breve    | Oro       | 11'33"      |                                          |
| 2005 | Mondiali di cross   | Saint-Galmier | A squadre      | Oro       | 23 p.       |                                          |
| 2005 | Mondiali di cross   | Saint-Galmier | Corsa lunga    | Oro       | 35'06"      |                                          |
| 2005 | Mondiali di cross   | Saint-Galmier | A squadre      | Oro       | 24 p.       |                                          |
| 2005 | Mondiali            | Helsinki      | 10000 m piani  | Oro       | 27'08"33    |                                          |
| 2006 | Mondiali indoor     | Mosca         | 3000 m piani   | Oro       | 7'39"32     |                                          |
| 2006 | Mondiali di cross   | Fukuoka       | Corsa breve    | Oro       | 10'54"      |                                          |
| 2006 | Mondiali di cross   | Fukuoka       | A squadre      | Argento   | 48 p.       |                                          |
| 2006 | Mondiali di cross   | Fukuoka       | Corsa lunga    | Oro       | 35'40"      |                                          |
| 2006 | Mondiali di cross   | Fukuoka       | A squadre      | Bronzo    | 42 p.       |                                          |
| 2006 | Campionati africani | Bambous       | 5000 m piani   | Oro       | 14'03"41    |                                          |
| 2007 | Mondiali            | Osaka         | 10000 m piani  | Oro       | 27'05"90    | Miglior prestazione personale stagionale |
| 2008 | Mondiali di cross   | Edimburgo     | Corsa seniores | Oro       | 34'38"      |                                          |
| 2008 | Mondiali di cross   | Edimburgo     | A squadre      | Argento   | 104 p.      |                                          |
| 2008 | Campionati africani | Addis Abeba   | 5000 m piani   | Oro       | 13'49"67    |                                          |
| 2008 | Giochi olimpici     | Pechino       | 5000 m piani   | Oro       | 12'57"82    | Record olimpico                          |
| 2008 | Giochi olimpici     | Pechino       | 10000 m piani  | Oro       | 27'01"17    | Record olimpico                          |
| 2009 | Mondiali            | Berlino       | 5000 m piani   | Oro       | 13'17"09    |                                          |
| 2009 | Mondiali            | Berlino       | 10000 m piani  | Oro       | 26'46"31    | Record dei campionati                    |
| 2011 | Mondiali            | Taegu         | 5000 m piani   | Batteria  | dns         |                                          |
| 2011 | Mondiali            | Taegu         | 10000 m piani  | dnf       | dnf         |                                          |
| 2012 | Giochi olimpici     | Londra        | 10000 m piani  | 4º        | 27'32"44    |                                          |
| 2024 | Giochi olimpici     | Parigi        | Maratona       | 39º       | 2h12'24"    |                                          |

## Campionati nazionali
2000
- Oro ai campionati etiopi juniores di corsa campestre

2001
- Oro ai campionati etiopi di corsa campestre

2002
- Argento ai campionati etiopi, 5000 m piani - 14'02"0

2003
- Argento ai campionati etiopi, 5000 m piani - 13'47"25

2004
- Oro ai campionati etiopi, 5000 m piani - 13'43"03

## Altre competizioni internazionali
2000
- Bronzo al Rieti Meeting ( Rieti), 5000 m piani - 13'20"57
- 5º al Cross de l'Acier ( Leffrinckoucke) - 29'42"

2001
- Argento alla Grand Prix Final ( Melbourne), 3000 m piani - 7'54"39
- Oro al Memorial Van Damme ( Bruxelles), 3000 m piani - 7'30"67
- Oro al Giro al Sas ( Trento) - 30'49"
- Argento al Cross de l'Acier ( Leffrinckoucke) - 41'08"

2002
- Oro alla Cinque Mulini ( San Vittore Olona) - 34'57"
- Oro al Campaccio ( San Giorgio su Legnano) - 34'51"

2003
- Oro alla World Athletics Final ( Monaco), 3000 m piani - 7'36"98
- Oro ai Bislett Games ( Oslo), 5000 m piani - 12'52"26
- Argento al Golden Gala ( Roma), 5000 m piani - 12'57"34
- Oro al Cross di Alà dei Sardi ( Alà dei Sardi) - 31'55"
- Oro al Memorial Peppe Greco ( Scicli) - 28'50"
- Oro al Cross Internacional de Itálica ( Siviglia) - 31'32"
- Oro al Cross Internacional Juan Muguerza ( Elgoibar) - 30'58"

2004
- Oro al Golden Spike ( Ostrava), 10000 m piani - 26'20"31
- Oro agli FBK Games ( Hengelo), 5000 m piani - 12'37"35
- Oro al British Grand Prix ( Gateshead), 3000 m piani - 7'41"31
- Oro Birmingham Norwich Union Indoor GP ( Birmingham), 5000 m piani indoor - 12'49"60
- Oro al Campaccio ( San Giorgio su Legnano) - 34'36"
- Oro al Cross Internacional de Itálica ( Siviglia) - 31'01"
- Oro al Cross Internacional de Venta de Baños ( Venta de Baños) - 30'24"

2005
- Oro al Memorial Van Damme ( Bruxelles), 10000 m piani - 26'17"53
- Oro agli FBK Games ( Hengelo), 10000 m piani - 26'28"72
- Oro al Meeting de Paris ( Parigi), 5000 m piani - 12'40"18
- Oro al Weltklasse Zürich ( Zurigo), 3000 m piani - 7'32"59
- Oro all'Athletissima ( Losanna), 3000 m piani - 7'34"57
- Oro allo Shanghai Golden Grand Prix ( Shanghai), 3000 m piani - 7'36"36

2006
- Argento in Coppa del mondo ( Atene), 3000 m piani - 7'36"25
- Oro alla World Athletics Final ( Stoccarda), 5000 m piani - 13'48"62
- Oro al Memorial Van Damme ( Bruxelles), 5000 m piani - 12'48"09
- Oro al Weltklasse Zürich ( Zurigo), 5000 m piani - 12'48"25
- Oro al Golden Gala ( Roma), 5000 m piani - 12'51"44
- Argento ai Bislett Games ( Oslo), 5000 m piani - 12'58"22
- Oro al Bauhaus-Galan ( Stoccolma), 1500 m piani - 3'33"08
- Argento allo Shanghai Golden Grand Prix ( Shanghai), 1500 m piani - 3'33"13

2007
- Oro al Memorial Van Damme ( Bruxelles), 10000 m piani - 26'46"19
- Oro agli FBK Games ( Hengelo), 5000 m piani - 12'58"94
- Oro agli FBK Games ( Hengelo), 2 miglia - 8'13"51
- Oro al DN Galan ( Stoccolma), 3000 m piani - 7'25"79
- Oro al British Grand Prix ( Sheffield), 3000 m piani - 7'26"69
- Oro all'Herculis ( Monaco), 3000 m piani - 7'29"32
- Oro Birmingham Norwich Union Indoor GP ( Birmingham), 2000 m piani indoor - 4'49"99
- Oro al Cross Internacional de Itálica ( Siviglia) - 31'05"

2008
- Bronzo alla Zevenheuvelenloop ( Nimega) - 43'42"
- Oro al Prefontaine Classic ( Eugene), 10000 m piani - 26'25"97
- Oro al Weltklasse Zürich ( Zurigo), 5000 m piani - 12'50"18
- Oro agli FBK Games ( Hengelo), 5000 m piani - 12'58"94
- Oro al Meeting international Mohammed VI d'athlétisme de Rabat ( Rabat), 5000 m piani - 13'06"38
- Oro al British Grand Prix ( Gateshead), 3000 m piani - 7'31"94
- Oro Birmingham Norwich Union Indoor GP ( Birmingham), 2 miglia indoor - 8'04"35

2009
- Oro alla World Athletics Final ( Salonicco), 3000 m piani - 8'03"79
- Oro al Weltklasse Zürich ( Zurigo), 5000 m piani - 12'52"32
- Oro al Memorial Van Damme ( Bruxelles), 5000 m piani - 12'55"31
- Oro al Golden Gala ( Roma), 5000 m piani - 12'56"23
- Oro all'ISTAF Berlin ( Berlino), 5000 m piani - 13'00"76
- Oro ai Bislett Games ( Oslo), 5000 m piani - 13'04"87
- Oro al Meeting Areva ( Parigi), 3000 m piani - 7'28"64

2010
- Oro al Weltklasse Zürich ( Zurigo), 5000 m piani - 12'55"03

2011
- Oro al Memorial Van Damme ( Bruxelles), 10000 m piani - 26'43"16

2012
- 5º ai Bislett Games ( Oslo), 5000 m piani - 13'00"54
- 4º al Prefontaine Classic ( Eugene), 5000 m piani - 13'01"48"

2013
- Oro al Great North Run ( Newcastle upon Tyne), 1h 00' 09”
- Oro al Prefontaine Classic ( Eugene), 10000 m piani - 27'12"08

2014
- Oro alla Maratona di Parigi ( Parigi) - 2h05'04"
- 4º alla Maratona di Chicago ( Chicago) - 2h05'51"
- Oro alla Great Manchester Run ( Manchester) - 28'23"

2016
- Oro alla Maratona di Berlino ( Berlino) - 2h03'03"
- Bronzo alla Maratona di Londra ( Londra) - 2h06'36"
- Oro alla Great Manchester Run ( Manchester) - 28'08"

2017
- Argento alla Maratona di Londra ( Londra) - 2h05'57"

2018
- 6º alla Maratona di Londra ( Londra) - 2h08'53"
- Oro al Bern Grand Prix ( Berna), 10 miglia - 46'47"

2019
- Oro alla Maratona di Berlino ( Berlino) - 2h01'41"

2020
- Oro alla Vitality Big Half ( Londra) - 1h00'22"

2021
- Bronzo alla Maratona di Berlino ( Berlino) - 2h06'47"
- 6º alla Maratona di New York ( New York) - 2h12'52"

2022
- 5º alla Maratona di Londra ( Londra) - 2h05'53"
- Bronzo alla Great North Run ( Newcastle upon Tyne) - 1h01'01"

2023
- 4º alla Maratona di Valencia ( Valencia) - 2h04'19"

2024
- Argento alla Maratona di Londra ( Londra) - 2h04'15"

## Riconoscimenti
- Atleta mondiale dell'anno (2004, 2005)
- Atleta mondiale emergente dell'anno (2003)